# Kepler-90e
Kepler-90e es un planeta que orbita a la estrella Kepler-90 en la constelación de in Draco. El planeta es un Neptuno caliente. Su órbita es muy similar a la de Kepler-90f, su aproximación más cercana con este es de 0,06 UA. 